# Ramingbach
Der Ramingbach (auch die Raming) ist ein rund 23 km langer rechter Zufluss der Enns in Ober- und Niederösterreich.

## Verlauf
Der Ramingbach entspringt in einer Höhe von rund 700 m ü. A. im Gemeindegebiet von Maria Neustift aus mehreren Wiesengräben zwischen dem Bischofberg und dem Freithofberg in den Oberösterreichischen Voralpen. Anschließend fließt er durch das Kleinramingtal in nördlicher bis nordwestlicher Richtung. Dabei bildet er über fast die gesamte Länge bis zum Steyrer Stadtgebiet die Grenze zwischen Ober- und Niederösterreich. Vor der Umgemeindung von Hinterberg-Münichholz von Behamberg nach Steyr 1938 war der Bach bis zur Mündung Landesgrenze.

## Name
Nach dem Bach benannt sind im Steyrer Stadtgebiet der Ramingsteg und die Ramingstraße. Franz Xaver Pritz erwähnt in seiner 1837 erschienenen Stadtgeschichte den Namen Rubinicha, der in der Garstnerurkunde Bischof Altmanns aus dem Jahr 1082 überliefert ist. Spätere Namen sind nach Pritz Renninkh und Röming. Rubinicha (Rubiniccha) ist slawischen Ursprungs und bedeutet Fischbach.